# 1793

## أحداث
- بداية الحرب الكويتية السعودية واستمرت متقطعة حتى 1808م.
- تأسيس مدينة هاميلتون، جزر برمودا وتقع حاليا في المملكة المتحدة.
- حصار طولون في الفترة ما بين 29 أغسطس و19 ديسمبر.
- بداية حرب البرانس في 7 مارس 1793 والتي انتهت في 22 يوليو 1795.
- وقوع حرب فونديه بداية من 1 مارس 1793 إلى 1 ديسمبر 1793.
- اعدام ماري انطونيت ملكة فرنسا خلال الثورة الفرنسية
- 30 ابريل: انتقال الوكالة التجارية الإنجليزية من البصرة إلى الكويت وبقيت سنتين حتى 1795.

## مواليد
- صموئيل هيوستن
- شليويح العطاوي العتيبي،فارس من فرسان قبيلة عتيبة الهوازنية،

## وفيات
- ذياب بن عيسى بن نهيان آل نهيان
- شارل بونيه
- وليام كلاسكوك
- 16 أكتوبر - الملكة ماري انطوانيت.